# Mesoptyelus fascialis
Mesoptyelus fascialis är en insektsart som beskrevs av Kato 1933. Mesoptyelus fascialis ingår i släktet Mesoptyelus och familjen spottstritar. Inga underarter finns listade i Catalogue of Life.